# グレイテスト・ヒッツ (ガンズ・アンド・ローゼズのアルバム)
グレイテスト・ヒッツ（Greatest Hits）はガンズ・アンド・ローゼズのベスト・アルバム。

## 解説
過去のアルバムから選ばれたシングル・ヒット曲に加えて、映画『インタビュー・ウィズ・ヴァンパイア』のサウンドトラックに提供されたローリング・ストーンズのカヴァー「悪魔を憐れむ歌」がガンズ・アンド・ローゼズ名義のアルバムに初収録された。
全米ビルボードチャート3位。オリコンチャート11位。

## 収録曲
1. ウェルカム・トゥ・ザ・ジャングル "Welcome To The Jungle"
2. スウィート・チャイルド・オブ・マイン "Sweet Child O' Mine"
3. ペイシェンス "Patience"
4. パラダイス・シティ "Paradise City"
5. ノッキン・オン・ヘヴンズ・ドア "Knockin' On Heaven's Door"
6. シヴィル・ウォー "Civil War"
7. ユー・クッド・ビー・マイン "You Could Be Mine"
8. ドント・クライ（オリジナル・ヴァージョン） "Don't Cry (original version)"
9. ノーヴェンバー・レイン "November Rain"
10. リヴ・アンド・レット・ダイ "Live And Let Die"
11. イエスタデイズ "Yesterdays"
12. エイント・イット・ファン "Ain't It Fun"
13. シンス・アイ・ドント・ハヴ・ユー "Since I Don't Have You"
14. 悪魔を憐れむ歌 "Sympathy For The Devil"